# St. Anne (Illinois)
St. Anne és una població dels Estats Units a l'estat d'Illinois. Segons el cens del 2000 tenia 1.212 habitants.

## Demografia
Segons el cens del 2000, St. Anne tenia 1.212 habitants, 464 habitatges, i 330 famílies. La densitat de població era de 917,6 habitants/km².
Dels 464 habitatges en un 36,9% hi vivien nens de menys de 18 anys, en un 55% hi vivien parelles casades, en un 11,2% dones solteres, i en un 28,7% no eren unitats familiars. En el 23,3% dels habitatges hi vivien persones soles l'11,2% de les quals corresponia a persones de 65 anys o més que vivien soles. El nombre mitjà de persones vivint en cada habitatge era de 2,61 i el nombre mitjà de persones que vivien en cada família era de 3,08.
Per edats la població es repartia de la següent manera: un 30% tenia menys de 18 anys, un 8,3% entre 18 i 24, un 28,1% entre 25 i 44, un 20,2% de 45 a 60 i un 13,5% 65 anys o més.
L'edat mediana era de 34 anys. Per cada 100 dones de 18 o més anys hi havia 89,5 homes.
La renda mediana per habitatge era de 39.306 $ i la renda mediana per família de 41.250 $. Els homes tenien una renda mediana de 32.000 $ mentre que les dones 25.086 $. La renda per capita de la població era de 16.702 $. Aproximadament l'11,7% de les famílies i el 13,4% de la població estaven per davall del llindar de pobresa.

## Poblacions més properes
El següent diagrama mostra les poblacions més properes.